# Regno del Montenegro
Il Regno del Montenegro (in serbo-croato: Краљевина Црнa Горa o Kraljevina Crna Gora) fu uno Stato indipendente dell'Europa sud-orientale, la cui capitale era Cettigne.

## Storia

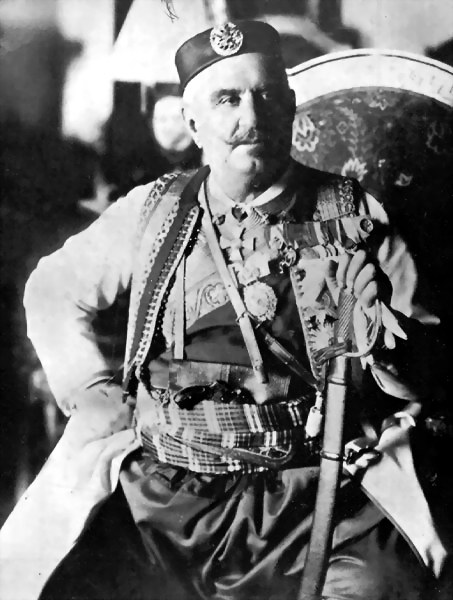
Nicola I del Montenegro

Il Regno del Montenegro fu proclamato da Nicola I a Cettigne il 28 agosto 1910. Nicola era alla guida del principato del Montenegro dal 1860, ed aveva già portato avanti diverse riforme come l'introduzione di una costituzione e la creazione di una nuova valuta, il perpero montenegrino, nel 1906.
Le guerre balcaniche (1912-1913) si rivelarono l'inizio del declino del regno. Il Montenegro ottenne ulteriori conquiste territoriali dividendosi il Sangiaccato di Novi Pazar con la Serbia il 30 maggio 1913. Tuttavia, il regno incorporò così una grande popolazione che non si sentiva parte della nazione.
Inoltre, la neo-conquistata città di Scutari dovette essere ceduta al nuovo Stato dell'Albania su insistenza delle Grandi Potenze, nonostante i montenegrini avessero pagato la conquista della città dall'Impero ottomano con 10.000 vite.
Durante la prima guerra mondiale il Montenegro si alleò con le Potenze alleate e dal 15 gennaio 1916 fino all'ottobre del 1918 venne occupato dall'Austria-Ungheria.
Il 20 luglio 1917 fu firmata la dichiarazione di Corfù, che sancì l'unificazione del Montenegro con il Regno di Serbia. Il 26 novembre 1918 ne fu proclamata l'unione che venne ratificata il 28 novembre dal parlamento montenegrino. Il re Nicola I, esclusa una prima fase di valutazione, fu un fiero ed accanito oppositore dell'annessione alla Serbia e della formazione di un unico grande regno e, nel periodo di transizione, si verificarono alcuni contrasti con Alessandro I su chi avrebbe dovuto regnare sul nuovo Stato, che condussero il sovrano all'esilio. Particolarmente doloroso fu per Re Nicola proprio il fatto che ad usurpargli il trono fosse il nipote Alessandro, nato mentre la figlia ed il genero erano suoi ospiti a Cettigne. Nel frattempo, il 29 ottobre precedente si era formato lo Stato degli Sloveni, Croati e Serbi, nato nelle regioni prima parte dell'Austria-Ungheria abitate da Slavi meridionali, che comprendeva Sloveni, Croati, Bosniaci e i Serbi che risiedevano in Bosnia, un effimero Stato che il 1º dicembre 1918, fuso con il regno di Serbia e quello del Montenegro, diede vita alla formazione del Regno dei Serbi, Croati e Sloveni, guidato dalla dinastia dei Karađorđević. Alcuni oppositori, come i seguaci del re Nicola, continuarono per anni con la guerriglia.
Esiliato prima in Italia e poi in Francia morì ad Antibes. La sua tomba rimase a Sanremo fino al 1989 quando finalmente fu portata in patria. 

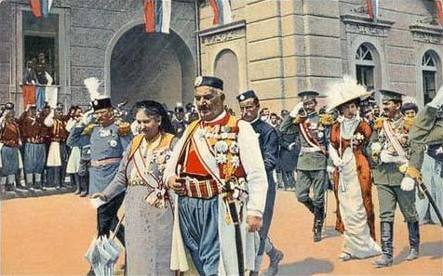
Il re Nicola I e la regina Milena nel giorno della proclamazione del regno, Cettigne, il 28 agosto 1910

## Regnanti (1910-1918)
- Nicola I del Montenegro, re dal 1910 al 1918, consorte di Milena Vucotich

### Regnanti titolari (dal 1918)
- Nicola I del Montenegro (1918 - 1921)
- Danilo, principe della Corona (Danilo III) (1921)
- Michele, principe della Corona (Michele I) (1921-1922)

## Primi ministri
- Lazar Tomanović (1910-1912)
- Mitar Martinović (1912-1913)
- Janko Vukotić (1913-1915)
- Milo Matanović (1915-1916)

### Primi ministri in esilio
- Lazar Mijusković (1916)
- Andrija Radović (1916-1917)
- Milo Matanović (1917)
- Evgenije Popović (1917-1919)
- Jovan Plamenac (1919-1921)
- Anto Gvozdenović (1921-1922)
- Milutin Vucinić (1922)
- Anto Gvozdenović (1922)